# Сражение на реке Чир
Сражение на реке Чир — боевые действия в нижнем течении реки Чир 7—21 декабря 1942 года, часть операции «Малый Сатурн» с советской стороны, и «Винтергевиттер» — с немецкой. 
В результате многодневных боев германским войскам удалось удержать свои позиции в излучине Чира, несмотря на упорные атаки крупных танковых соединений РККА. При этом советские танковые части, в том числе 5-я танковая армия, понесли большие потери, несмотря на численное превосходство. С другой стороны, план Манштейна на атаку с плацдарма на реке Чир в направлении окружённого Сталинграда (как часть операции «Винтергевиттер») был сорван.

## Предыстория
21 ноября 1942 года советские войска завершили окружение 6-й немецкой армии в Сталинграде. Фельдмаршал Эрих фон Манштейн, командующий недавно сформированной немецкой группой армий «Дон», планировал прорваться к окруженной 6-й армии атакой с юга силами 4-й танковой армии генерала Германа Гота при поддержке на левом фланге 48-м танковым корпусом. В это же время советское командование планировало удар в направлении от Сталинграда к Ростову-на-Дону с целью отсечения путей отхода группы армий «А» с Северного Кавказа и Кубани (операция «Малый Сатурн»).
Начало операции Сатурн было пренесено с 10 на 16 декабря, с целью уничтожения сил противника, сосредоточенных в излучине р. Чир. Эта задача возлагалась на 5-ю танковую армию (командующий — генерал П. Л. Романенко).

## Силы сторон

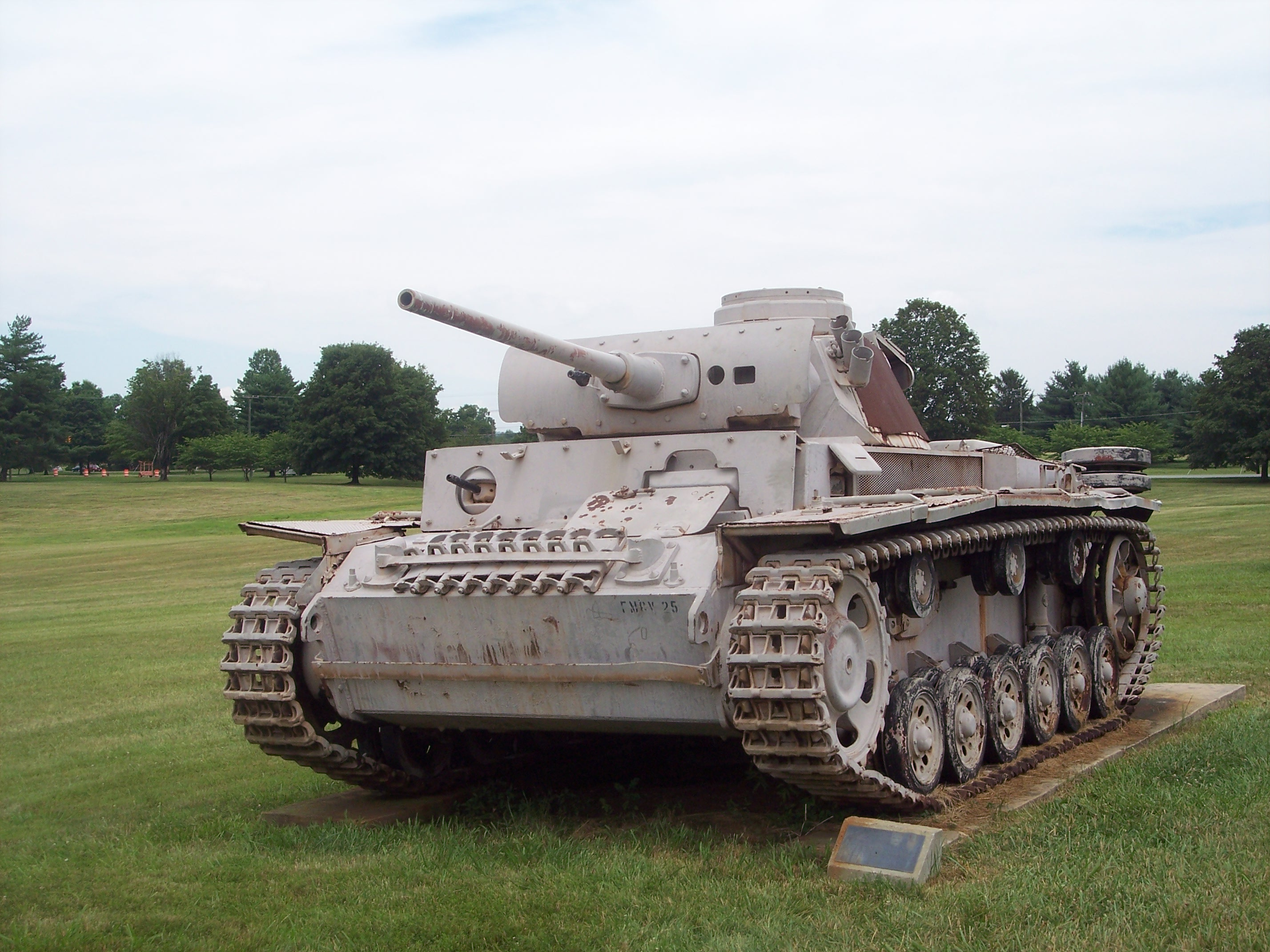
Pz.Kpfw. III с длинноствольной пушкой Pak 38 калибром 50 мм. Такие танки стояли на вооружении 11-й танковой дивизии в период боев на р. Чир.

30 ноября 5-я ТА начала атаку на участке от станицы Обливской до хутора Рычковский на фронте шириной около 50 км. В атаке участвовали около 50 тыс. пехоты при поддержке 900 орудий и минометов и 72 танков. По плану наступавшие должны были к 5 ноября выйти в район Морозовска. Для усиления 5-й ТА с внутреннего колца окружения были сняты четыре стрелковые дивизии из состава 21-й и 65-й армий. Всего на участке наступления были задействованы 6 стрелковых дивизий, два кавкорпуса, танковый корпус и танковая бригада, а также 6 артполков. Атака представляла большую опасность для планов Манштейна, поскольку угрожала переправе через Дон у Нижне-Чирской, которую следовало удерживать любой ценой. Для удержания плацдарма Манштейну пришлось задейсвовать 48-й танковый корпус.
С учетом упорного сопротивления противника на чирском выступе, советское командование сформировало 5-ю ударную армию (комадующий — генерал М. М. Попов) в поддержку 5-й ТА.  Армия была сформирована из частей Юго-Западного и Сталинградского фронтов плюс 7-й танковый корпус (командир — генерал П. А. Ротмистров) из резерва Ставки. Армия включала 5 стрелковых дивизий, одну танковую и одну механизированную довизию  плюс кавкорпус (71 тыс. человек, 252 танка и 814 орудий).
Оборону вдоль Чира от станицы Нижне Чирская до хутора Нижне-Калиновка (вблизи Суровикино) держала 336-я пехотная дивизия (командир — генерал-майор Вальтер Лухт). Остальное течение Чира до района Обливской занимали части 3-й румынской армии. Из района Ростова-на-Дону к излучине Чира ускоренным маршем двигалась 11-я танковая дивизия (командир — генерал Герман Бальк) (на илл.).

## Боевые действия
7 декабря 1-й танковый корпус РККА предпринял интенсивные атаки в различных пунктах вдоль р. Чир. Советские танки прорвали немецкие передовые позиции и прошли на 15 км в направлении посёлка отделения № 2 совхоза «Красная Звезда» (известен также как Совхоз №79), в котором располагался штаб 48-го танкового корпуса. Когда Бальк получил это известие, он решил перенести собственный командный пункт в район Нижне-Чирской, рядом с КП 336-й дивизии (обе дивизии, — пехотная и танковая, — находились в составе 48-го танкового корпуса). Прибывающим частям 11-й т.д. был отдан приказ немедленно идти к поселку совхоза и предотвратить угрозу. Днем 7 декабря 15-й танковый полк вступил в бой с превосходящими силами РККА и остановил их продвижение. В ночь с 7 на 8 декабря Бальк подтянул к совхозу прибывший накануне 110-й мотострелковый полк и на рассвете начал атаку. В это время советские танки начали движение в тыл 336-й п.д. и появления противника не ожидали. 15-й танковый полк обнаружил большую колонну советской мотопехоты и атаковал ее. Началась паника и колонна была уничтожена. Затем 15-й т.п. при поддержке 110 мотопехотного полка и артиллерии вышел в тыл советских танковых частей в районе поселка совхоза. К концу дня советский 1-й танковый корпус потерял 53 танка и отступил.
336-я пехотная дивизия прочно окопалась на берегу Чира; позиции дивизии служили опорным пунктом для действий 11-й т.д., что позволяло Бальку атаковать советские войска в любом месте, где они прорывались.
С 9 по 17 декабря дивизия Балька действовала в режиме «пожарной команды», ликвидируя прорывы советских танков. Дивизия днем сражалась, а ночью совершала марш в место очередного прорыва. Вечером 11 декабря советские войска совершили еще два крупных прорыва на участке 48-го танкового корпуса. После очередного ночного марша 11-я т. д. на рассвете 12 декабря атаковала фланг одного из прорывов советских войск у пос. Лисинский. Как только эта угроза была устранена, Бальк двинул дивизию на 20 км к северо-западу и атаковал советский плацдарм у Нижне-Калиновки. На рассвете 13 декабря 11-я т.д. готовилась к очередной контратаке, когда на правом фланге ее атаковала сильная советская группировка. Один из батальонов был окружен, но Бальк продолжил первоначально запланированную атаку на советский плацдарм, одновременно выводя свой окруженный батальон. К этому моменту дивизия совершала марши ночью и вела бои днем почти восемь дней подряд.
Во вторую неделю декабря в излучину Чира прибыла 1-я полевая дивизия люфтваффе и была приписана к 48-му танковому корпусу. Дивизия не имела подготовки по тактике наземного боя и после нескольких дней боевых действий была разбита.
Несмотря на интенсивные бои в излучине Чира, 48-му танковому корпусу было приказано соединиться с 4-й танковой армией и поддержать ее в наступлении на Сталинград. Для этого танковому корпусу пришлось форсировать Дон. 15 декабря 11-я т.д. начала движение к Нижне Чирской, расположенной вблизи впадения Чир в Дон. 17 декабря дивизия была готова форсировать Дон, но части РККА нанесли удар первыми, переправив мехкорпуса через Чир к югу от Обливской. Дивизия получила срочный приказ из штаба 48-го корпуса приостановить текущее продвижение и срочно отправиться в район прорыва.
Танки, мотопехота и артиллерия совершили очередной ночной марш. В 5 часов утра появились советские танки, двигавшиеся через Чир в южном направлении, не замечая частей 11-й дивизии. В утренних сумерках немецкие танки развернулись и последовали за наступающими советскими танками. За считанные минуты 25 танков 2-го батальона танкового полка 11-й дивизии уничтожили 42 советских танка, не понеся никаких потерь. Затем танки вышли из боя и развернулись в долине, чтобы отразить вторую советскую волну. Когда советские танки пересекали гребень хребта, немецкие танки стреляли снизу вверх, находясь при этом вне досягаемости противника. Бой закончился за считанные минуты. Двадцать пять немецких танков подбили 65 советских без потерь со своей стороны. Сопровождающая танки советская пехота отступила; все последующие атаки были отражены с большими потерями для советской стороны. К исходу дня советские мехкорпуса из состава 5-й танковой армии были разбиты.
21 декабря 11-я танковая дивизия находилась в обороне, когда в 2 часа ночи Бальк получил сообщение о прорыве фронта 110-го мотострелкового полка; 111 мотострелковый полк был окружен, а 15-й танковый полк сообщил по рации о критической ситуации на своем участке. Советские танки и пехота при свете полной луны атаковали на стыке мотострелковых полков. Бальк сразу выехал к месту боя, но к моменту его прибытия ситуация уже несколько стабилизировалась. Тем не менее Бальк немедленно бросил свои танки при поддержке мотоциклетного батальона в контратаку, чтобы закрыть брешь в обороне. Примерно к 9 часам утра ситуация вернулось в норму; сотни советских солдат лежали мертвыми перед немецкими позициями. Оборона увенчалась успехом, но дорогой ценой: потери Балька были значительными. После этого ситуация на реке Чир стабилизировалась.

## Последствия
Все танковые корпуса советской 5-й ТА были разбиты один за другим, в основном силами 11-й танковой дивизии. За успехи в боях на реке Чир командир 11-й танковой дивизии Герман Бальк был награждён бриллиантами к Рыцарскому кресту. Командир советской 5-й ТА П. Л. Романенко был отстранён от занимаемой должности и направлен в распоряжение наркомата обороны, на его должность был назначен генерал-лейтенант М. М. Попов. По мнению Балька, если бы корпуса 5-й ТА атаковали одновременно, их не удалось бы остановить. Но советские войска атаковали разрозненно и линия Чира удержалась. Бальк объяснил бо́льшую часть своего успеха плохой подготовкой советских танкистов.
К 22 декабря бои в изучине Чира закончились. В этот день 48-й танковый корпус вместе с 11-й танковой дивизией получил приказ переместиться на запад в район Тацинской для противодействия наступлению на Ростов 1-й гвардейской армии РККА, прорвавшей фронт 8-й итальянской армии.

## Места боёв
1. ↑  Нижне Чирская:48°21′18″ с. ш. 43°06′27″ в. д.HGЯO
2. ↑  Совхоз №79:48°29′20″ с. ш. 42°44′18″ в. д.HGЯO
3. ↑  Лисинский:48°27′48″ с. ш. 43°03′22″ в. д.HGЯO
4. ↑  Нижне-Калиновка:48°35′01″ с. ш. 42°49′43″ в. д.HGЯO

## Комментарии
1. ↑  В низовье Чира линия фронта образовывала выступ в сторону Сталинграда, таким образом, расстояние между внешним и внутренним кольцами окружения составляла в этом месте около 30 км., что создавало угрозу прорыва Манштейна к армии Паулюса[3].
2. ↑  Затоплена при строительстве Цимлянского водохранилища.
3. ↑  11-я т.д. имела в составе один танковый полк 3-батальонного состава (15-й танковый полк) и два мотострелковых  — 110-й и 111-й «панцер-гренадерские» полки. Состав по танкам: 15 PzII, 124 PzIII (из них 110 c длинноствольной пушкой 50 мм (на илл.) и 3 Pz IV)[5]
4. ↑  Начальником штаба 48 т.к. был полковник Фридрих-Вильгельм фон Меллентин. Это был первый раз, когда Бальк работал с Меллентином, который позже стал начальником штаба Балька и служил с ним почти до конца войны. Миллентин оставил подробные воспоминания, в том числе, о боях в излучине Чира. См. раздел "Литература"

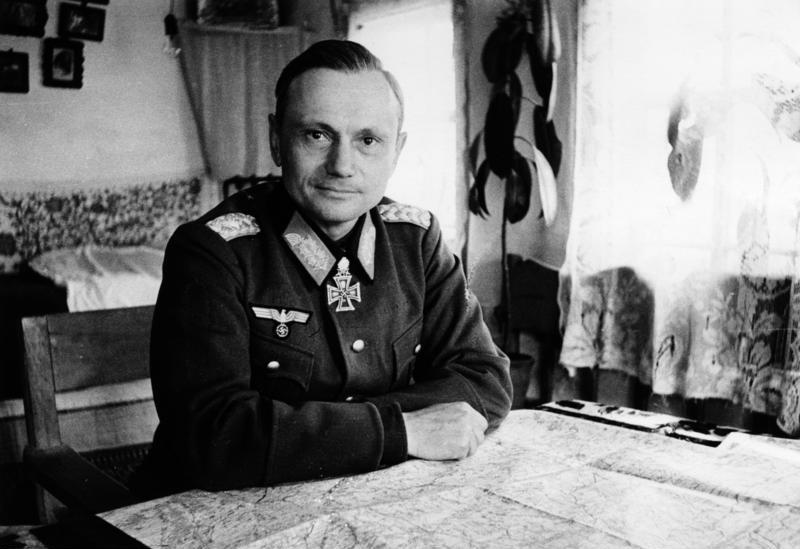
Командир 11-й танковой дивизии Герман Бальк

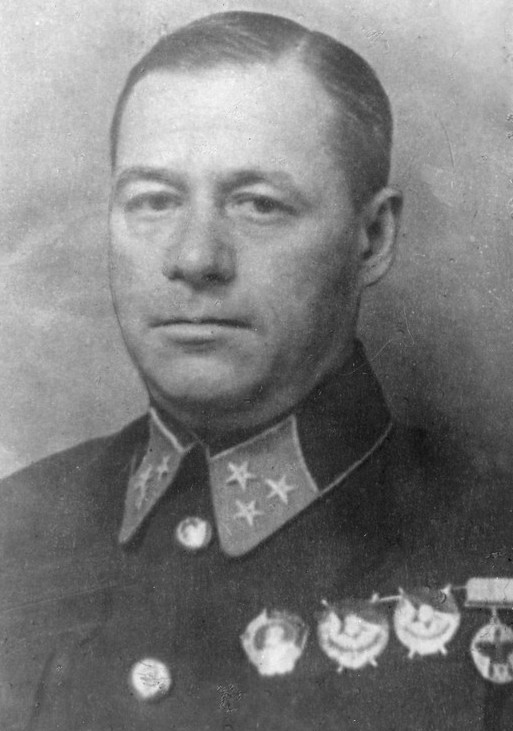
Командир 5-й ТА, П. Л. Романенко; фото 1940 года

5. ↑  11 декабря Василевский провел совещание, в котором участвовали командующий 5-й ударной армией Попов, командир 7-го т.к. Ротмистров и командир 3-го гквк Плиев. Было принято решение провести атаку силами 7-го тк  , усиленного двумя стрелковыми дивизиями в направлении немецкого плацдарма у хутора Рычковский. Целью атаки было разделение нижне-чирской и котельниковской группировок вермахта[4].
6. ↑  Хутор Нижне-Калиновский, станицы Нижне-Чирская, 2-й Донской округ. Ныне не существует
7. ↑  Известным недостатком советских танков были плохие приборы наблюдения и отсутствие радиостанций. Эти обстоятельства в условиях малой освещенности зимним утром, могли привести к тому, что наступающие не заметили противника, подошедшего с тыла.
8. ↑  Советская историография оспаривает этот эпизод